# Вест-Честер (Пенсільванія)
Вест-Честер (англ. West Chester) — місто (англ. borough) в США, в окрузі Честер штату Пенсільванія. Населення — 18 671 особа (2020).

## Географія
Вест-Честер розташований за координатами 39°57′36″ пн. ш. 75°36′20″ зх. д. / 39.96000° пн. ш. 75.60556° зх. д. (39.959883, -75.605422). За даними Бюро перепису населення США в 2010 році місто мало площу 4,78 км², з яких 4,78 км² — суходіл та 0,00 км² — водойми.

### Клімат
| Клімат : Вест-Честер    | Клімат : Вест-Честер | Клімат : Вест-Честер | Клімат : Вест-Честер | Клімат : Вест-Честер | Клімат : Вест-Честер | Клімат : Вест-Честер | Клімат : Вест-Честер | Клімат : Вест-Честер | Клімат : Вест-Честер | Клімат : Вест-Честер | Клімат : Вест-Честер | Клімат : Вест-Честер | Клімат : Вест-Честер |
| Показник                | Січ.                 | Лют.                 | Бер.                 | Квіт.                | Трав.                | Черв.                | Лип.                 | Серп.                | Вер.                 | Жовт.                | Лист.                | Груд.                | Рік                  |
| Середній максимум, °C   | 3,9                  | 4,7                  | 10,4                 | 16,7                 | 22,6                 | 27,2                 | 29,7                 | 28,6                 | 25,1                 | 18,8                 | 12,3                 | 5,7                  | 17,2                 |
| Середня температура, °C | −0,7                 | −0,2                 | 4,9                  | 10,7                 | 16,4                 | 21,2                 | 23,8                 | 22,9                 | 19,1                 | 12,8                 | 7,0                  | 1,0                  | 11,6                 |
| Середній мінімум, °C    | −5,4                 | −5,2                 | −0,7                 | 4,6                  | 10,2                 | 15,3                 | 18,0                 | 17,2                 | 13,2                 | 6,8                  | 1,7                  | −3,6                 | 6,0                  |
| Норма опадів, мм        | 89                   | 84                   | 97                   | 94                   | 102                  | 109                  | 114                  | 117                  | 104                  | 91                   | 91                   | 94                   | 1186                 |
| ----------------------- | -------------------- | -------------------- | -------------------- | -------------------- | -------------------- | -------------------- | -------------------- | -------------------- | -------------------- | -------------------- | -------------------- | -------------------- | -------------------- |
| Джерело: Weatherbase    |                      |                      |                      |                      |                      |                      |                      |                      |                      |                      |                      |                      |                      |

## Демографія
Згідно з переписом 2010 року, у селищі мешкала 18 461 особа в 6335 домогосподарствах у складі 2403 родин. Густота населення становила 3860 осіб/км². Було 6762 помешкання (1414/км²).
Расовий склад населення:
| - 78,7 % — білих - 12,1 % — чорних або афроамериканців - 1,4 % — азіатів - 0,2 % — корінних американців - 5,2 % — осіб інших рас |

До двох чи більше рас належало 2,4 %. Частка іспаномовних становила 13,4 % від усіх жителів.
За віковим діапазоном населення розподілялося таким чином: 11,9 % — особи молодші 18 років, 80,4 % — особи у віці 18—64 років, 7,7 % — особи у віці 65 років та старші. Медіана віку мешканця становила 23,9 року. На 100 осіб жіночої статі у селищі припадало 93,5 чоловіків; на 100 жінок у віці від 18 років та старших — 92,3 чоловіків також старших 18 років.
Середній дохід на одне домашнє господарство становив 71 955 доларів США (медіана — 47 042), а середній дохід на одну сім'ю — 100 537 доларів (медіана — 75 754). Медіана доходів становила 47 217 доларів для чоловіків та 39 872 долари для жінок. За межею бідності перебувало 26,2 % осіб, у тому числі 22,1 % дітей у віці до 18 років та 5,3 % осіб у віці 65 років та старших.
Цивільне працевлаштоване населення становило 10 807 осіб. Основні галузі зайнятості: мистецтво, розваги та відпочинок — 22,9 %, освіта, охорона здоров'я та соціальна допомога — 22,1 %, роздрібна торгівля — 13,1 %, науковці, спеціалісти, менеджери — 10,8 %.